# Зар (привиди)
Зар — на території Ефіопії, Судану та Сомалі духи, яким приписують як здатність насилати на людей хвороби, так і вміння їх зцілювати. Також пишеться «Заар» — одержимий дух, про якого задують в африканському та в деяких мусульманських регіонах.
Віра в їхнє існування нерозривно пов'язана з існуванням жерців, так званих шейх-зарів. Щоб бути посвяченим у роль такого жерця, людина повинна перехворіти й вилікуватися під час спеціальної церемонії, організованої певним адептом (обряд одержимості). Віра в духів зар існує в регіоні в симбіозі з ісламом, який за своєю суттю є толерантним до традиційних вірувань, якщо вони не суперечать його вченню. Віра в духів кадзюр має дещо схожу природу.

## Психіатрія
Термін «зар» також використовується для опису культурального синдрому, який іноді спостерігається серед ефіопських іммігрантів в Ізраїлі. Він проявляється як змінений стан свідомості внаслідок одержимості духами, що викликає в одержимого мимовільні рухи, нерозбірливу мову або ж постійне мовчання.

## Галерея

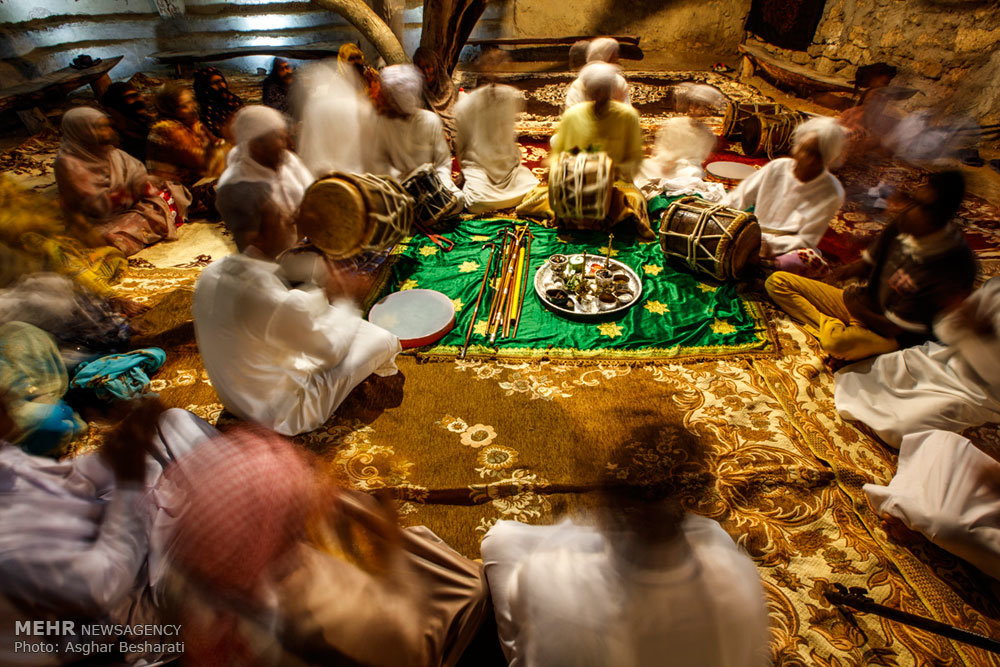
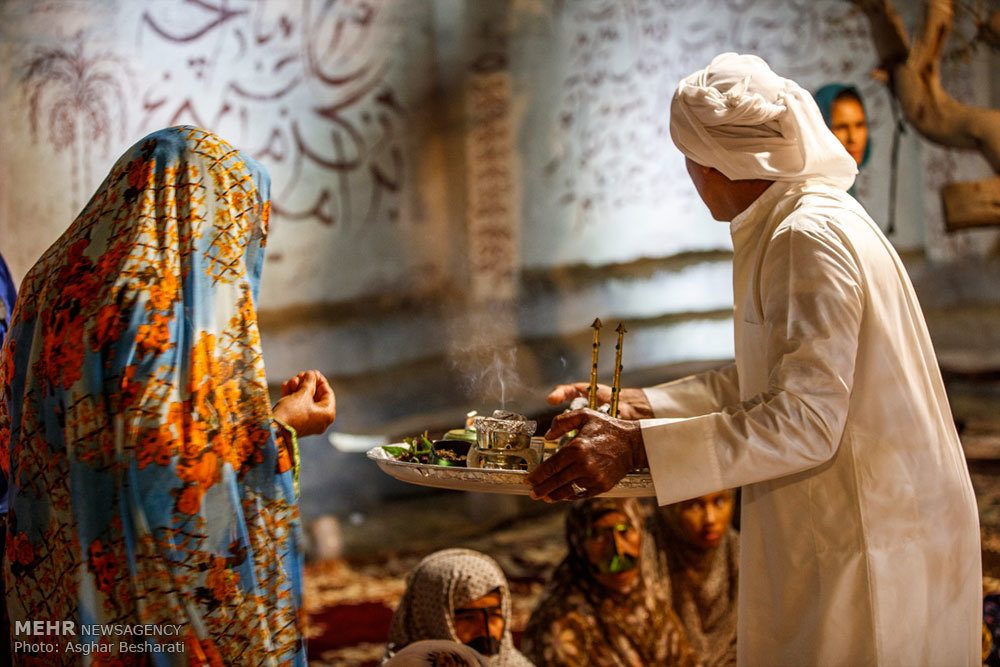
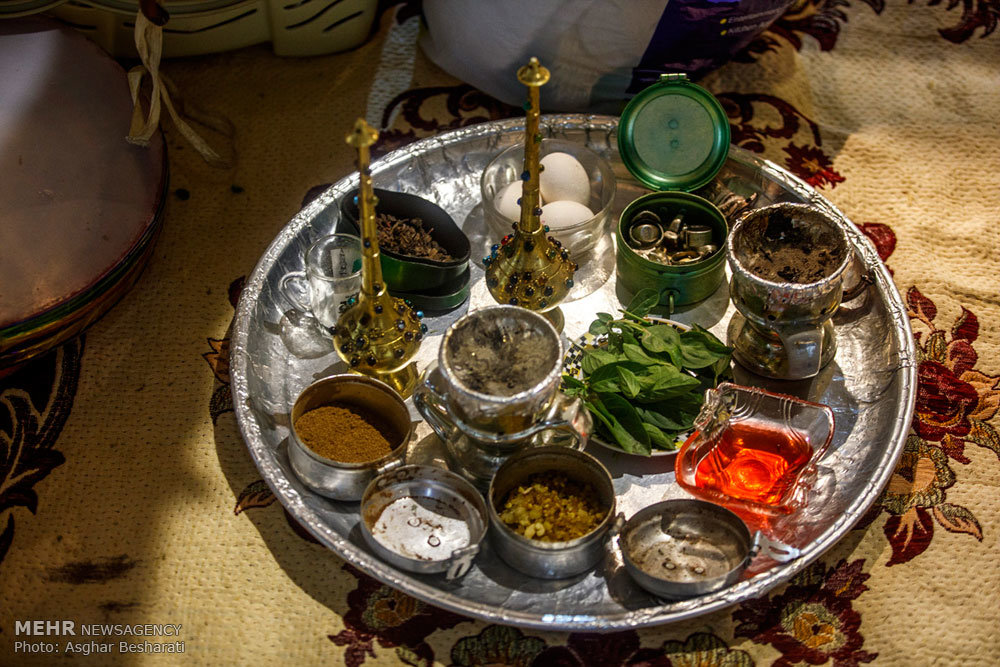
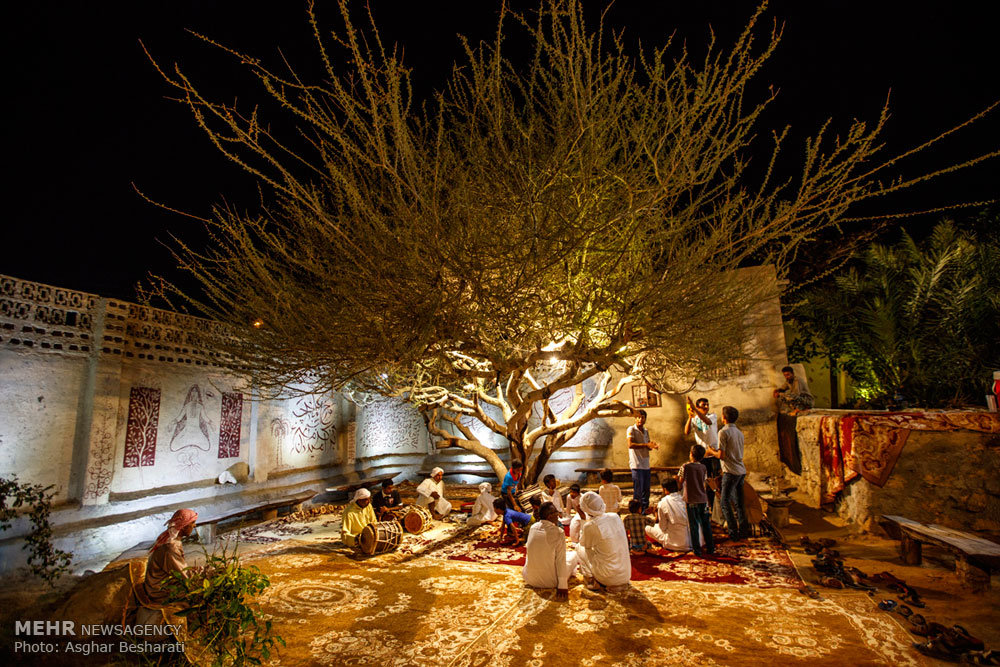
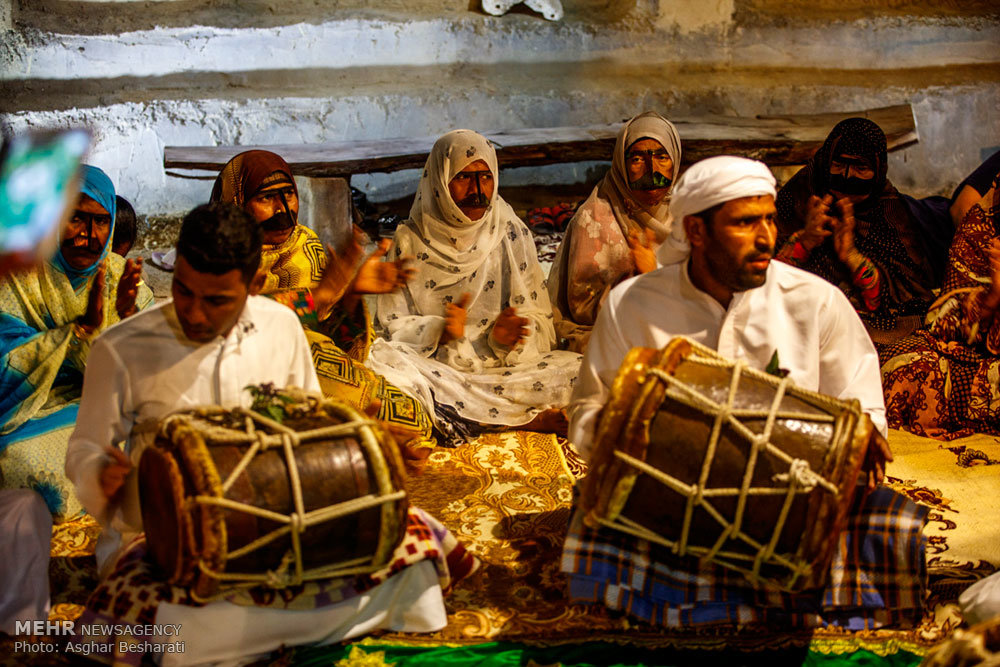
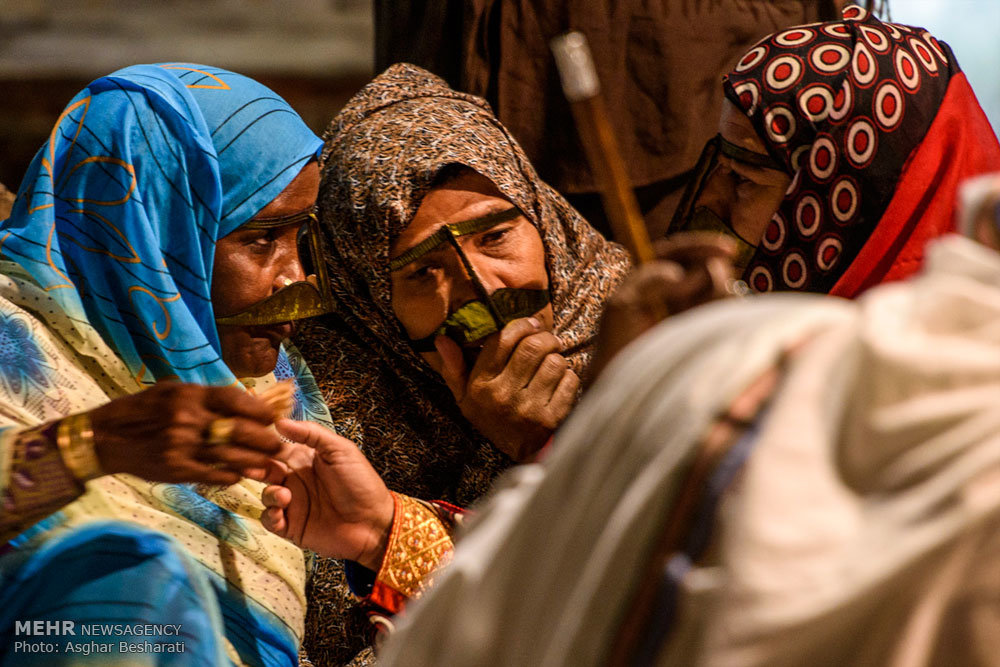

Ритуал Зар 1 травня 2016 року